# Barrocas
Barrocas là một đô thị thuộc bang Bahia, Brasil. Đô thị này có diện tích 188,105 km², dân số năm 2007 là 13090 người, mật độ 69,59 người/km².